# 고대 그리스어
그리스어는 네덜란드의 인문학자이자 신약성서 번역자인 에라스무스를 기점으로 고대 그리스어(Ἑλληνικὴ γλῶσσα)와 현대 그리스어로 나눈다. 고대 그리스어는 악센트와 방점을 찍으며, 글자의 음가와 문법, 단어 의미, 사용방법이 현대 그리스어와 다르다.
고대 그리스인들은 스스로를 "헬라스"인(고대 그리스어: Έλλας 헬라스[*])이라 불렀기 때문에 고대 그리스어를 헬라스어 또는 헬라어라고도 하며, 헬라어의 한자 음역인 희랍어(希臘語)로 불리기도 한다. 한국어권에서는 신약성서를 쓴 언어를 '헬라어'라고 하는데 코이네 그리스어의 약칭으로 사용된다. 엄밀하게 말하면 기원전 300년에서 기원후 300년까지 헬레니즘 사회가 구축되어 헬레니즘 권역에서 일반적으로 널리 쓰인 일반적 헬라어였던 코이네 헬라어를 지칭한다. 

## 방언
고대 그리스어는 표준어가 없는 다원적인 언어로, 여러 방언으로 나눠진다.
주요 방언 집단으로는 아티케 그리스어, 이오니아 그리스어, 아이올리스 그리스어, 아르카디아-퀴프로스 그리스어와 도리아 그리스어가 있으며 이들 방언 가운데 대부분은 다시 세부 방언으로 나누어진다. 몇몇 방언들은 고대 그리스 문학에서 볼 수 있듯이 표준화된 문어체를 갖고 있는 반면, 다른 방언들은 오직 비문에서만 확인할 수 있다.
또한 고대 그리스어는 역사적인 변천을 보이는데, 호메로스 그리스어는 고졸기 그리스어의 문어체이며 이오니아와 아이올리스 방언에서 주로 기원하였고 호메로스의 서사시, 일리아스와 오디세이아 뿐만 아니라 후의 다른 작가들이 쓴 시에서도 사용되었다. 호메로스 그리스어는 고전 아티카 방언이나 다른 고전시 방언과는 문법과 발음에 있어서 큰 차이를 보인다.

### 역사

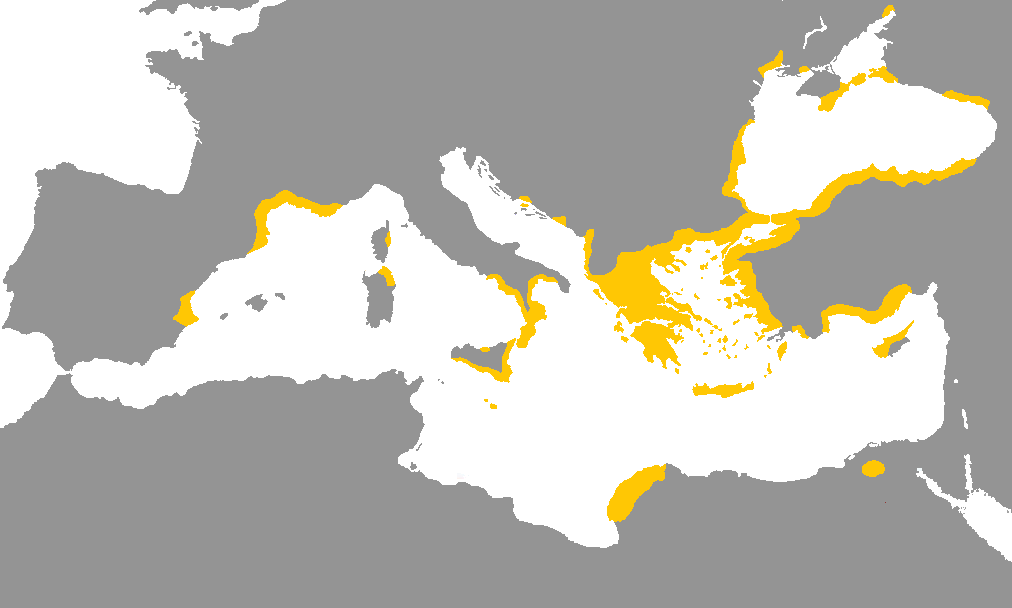
고대 그리스어

그리스어파 언어들의 발전 과정과 초기 형태, 기원은 잘 파악되지 않고 있는데, 그 당시에 쓰인 흔적들이 부족하기 때문이다. 그리스어파 방언 집단이 아마도 과거에 널리 쓰였을 원시인구어와 고전 시대의 초창기 그리스어 구어(口語)를 기점으로 존재했다는 몇몇 가설들이 있다.
이 시기에 존재했다고 입증된 유일한 방언은 미케네 그리스어이지만, 이 방언과 다른 역사적 방언들, 당대 역사적 상황과의 관계는 전반적인 방언 집단들이 그 당시부터 어떤 형태로든 존재했다는 것을 보여준다.

## 고대 그리스어 음소 일람

#### 자음
|        |        | 양순음 | 치경음 | 연구개음 | 성문음 |
| ------ | ------ | ------ | ------ | -------- | ------ |
| 비음   | 비음   | μ m    | ν n    | γ (ŋ)    |        |
| 파열음 | 유성음 | β b    | δ d    | γ ɡ      |        |
| 파열음 | 무성음 | π p    | τ t    | κ k      |        |
| 파열음 | 기식음 | φ pʰ   | θ tʰ   | χ kʰ     |        |
| 마찰음 | 마찰음 |        | σ s    |          | h      |
| 전동음 | 전동음 |        | ρ r    |          |        |
| 측음   | 측음   |        | λ l    |          |        |

[ŋ]은 연구개음(velar) 앞에서 사용되는 /n/의 이음(allophone)으로, 비음(nasal) 앞에서는 /ɡ/의 변이음(allophone)으로 발생한다. /r/은 아마도 단어 첫 글자(ῥ로 표기)에서는 무성음이었을 것이다. /s/는 유성자음 앞에서는 [z]로 동화되었다.

#### 모음
|          | 전설 모음   | 전설 모음 | 후설 모음 |
|          | 비원순 모음 | 원순 모음 | 후설 모음 |
| -------- | ----------- | --------- | --------- |
| 고모음   | ι i iː      | υ y yː    |           |
| 중고모음 | ε ει e eː   |           | ο ου o oː |
| 중저모음 | η ɛː        |           | ω ɔː      |
| 저모음   |             |           | α a aː    |

/oː/는 아마도 기원전 4세기쯤에 [uː]로 상승했다.

## 저작
- 일리아스
- 오디세이아
- 신약성서